# Всеобщая компания электричества
Всеобщая компания электричества — одна из крупнейших электротехнических компаний дореволюционной России. Полное наименование — Русское общество «Всеобщая компания электричества». Штаб-квартира компании находилась в Санкт-Петербурге.

## История

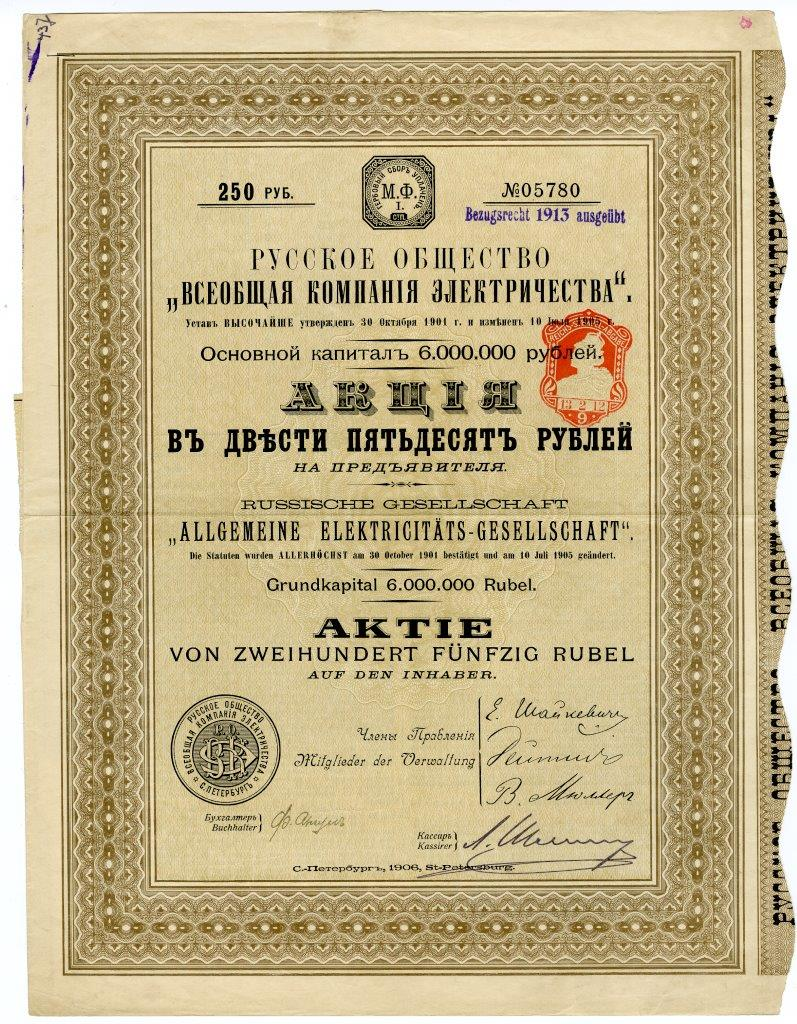
Акция в 250 руб. на предъявителя Русского общества «Всеобщая компания электричества». С.-Петербург, 1906 г.

Всеобщая компания электричества (ВКЭ) — калька с немецкого Allgemeine Elektrizittts-Gesellschaft (AEG) — названия германского электротехнического гиганта, присутствовавшего на российском рынке, начиная с 1892 года.
Устав Русского общества «Всеобщая компания электричества» — дочернего предприятия концерна AEG, был Высочайше утверждён 30 октября 1901 года.
Изначальный основной капитал компании составлял 1 млн руб, который в 1905 году был увеличен до 6 млн, после приобретения Всеобщей компанией электричества рижского завода «Унион». Перед началом I мировой войны основной капитал Общества был доведен до 12 млн руб. — весьма внушительной по тем временам цифры.
За короткий срок с момента своего основания в первый год XX века вплоть до национализации, последовавшей в 1918 году, ВКЭ сумела стать одной из крупнейших российских компаний в стремительно развивавшейся электротехнической отрасли. К 1916 году электростанциями компании от Костромы до Якутска вырабатывалось более 40 % электроэнергии от общероссийского уровня (св. 117 тыс. кВт), общее число работников превышало 6000 человек.
Главным акционером Русского общества «Всеобщая компания электричества» до начала I мировой войны оставалась германская материнская компания AEG, которой принадлежало 4800 акций, составлявших 20 % уставного капитала. Крупными акционерами компании являлись также Санкт-Петербургский международный коммерческий банк и берлинский «Bank fur Handel und Industrie».